# Колева, Марина Святославовна
Марина Святославовна Колева (род. 20 мая 1939, Москва) — российский искусствовед.

## Биография
Родилась в семье болгарского политэмигранта Светослава Колева. В 1963 году окончила факультет журналистики МГУ.
Работала в Краснодаре в газете, затем в Москве в Союзе художников и в Союзе писателей.
Преподаватель школы-студии МХАТ им.Чехова (кафедра костюма).

## Сочинения
- Колева М., Поликарпова О. Кашмирские шали. История и мода. М., 2005.
- История костюма в рисунках Франсуазы Карон. М. 2011.
- Советский стиль. (главы про советскую парфюмерию и игрушку). М., Аванта+, 2011.
- Советский стиль. Парфюмерия и косметика. М., 2014.